# Harpalus (cratère)
Pour les articles homonymes, voir Harpalus.
Harpalus est un Cratère d'impact lunaire situé sur de la face visible de la Lune. Il se situe sur le bord sud de Mare Frigoris, au nord-ouest du cratère Foucault et à l'extrémité orientale du Sinus Roris. Le bord du cratère Harpalus est coupant avec peu de signes d'usure ou d'érosion. Il est entouré par une enveloppe extérieure d'éjectas, notamment vers le nord. Il se trouve au centre d'une petite structure rayonnée. Le rebord n'est pas parfaitement circulaire et a quelques arêtes vers l'extérieur et des saillies, en particulier le long de la moitié Est. 
En 1935, l'Union astronomique internationale lui a attribué le nom de Harpalus en l'honneur de l'astronome grec Harpale.
Par convention, les cratères satellites sont identifiés sur les cartes lunaires en plaçant la lettre sur le côté du point central du cratère qui est le plus proche de Harpalus.
| Harpalus | Latitude | Longitude | Diamètre |
| -------- | -------- | --------- | -------- |
| B        | 56.2° N  | 43.7° W   | 8 km     |
| C        | 55.5° N  | 45.1° W   | 10 km    |
| E        | 52.7° N  | 50.8° W   | 7 km     |
| G        | 53.6° N  | 52.3° W   | 11 km    |
| H        | 53.8° N  | 53.2° W   | 8 km     |
| S        | 51.4° N  | 49.9° W   | 5 km     |
| T        | 50.0° N  | 49.4° W   | 4 km     |